# Julgodis

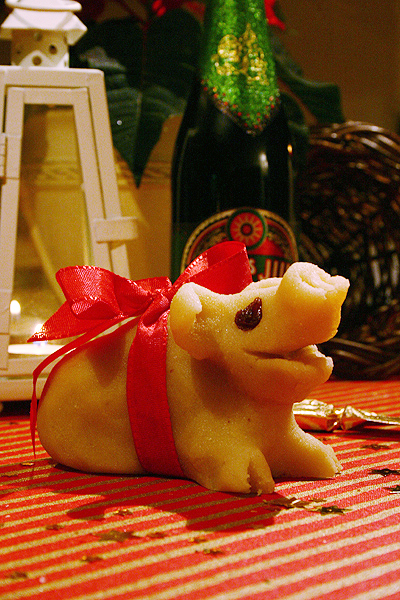
Marsipangris.

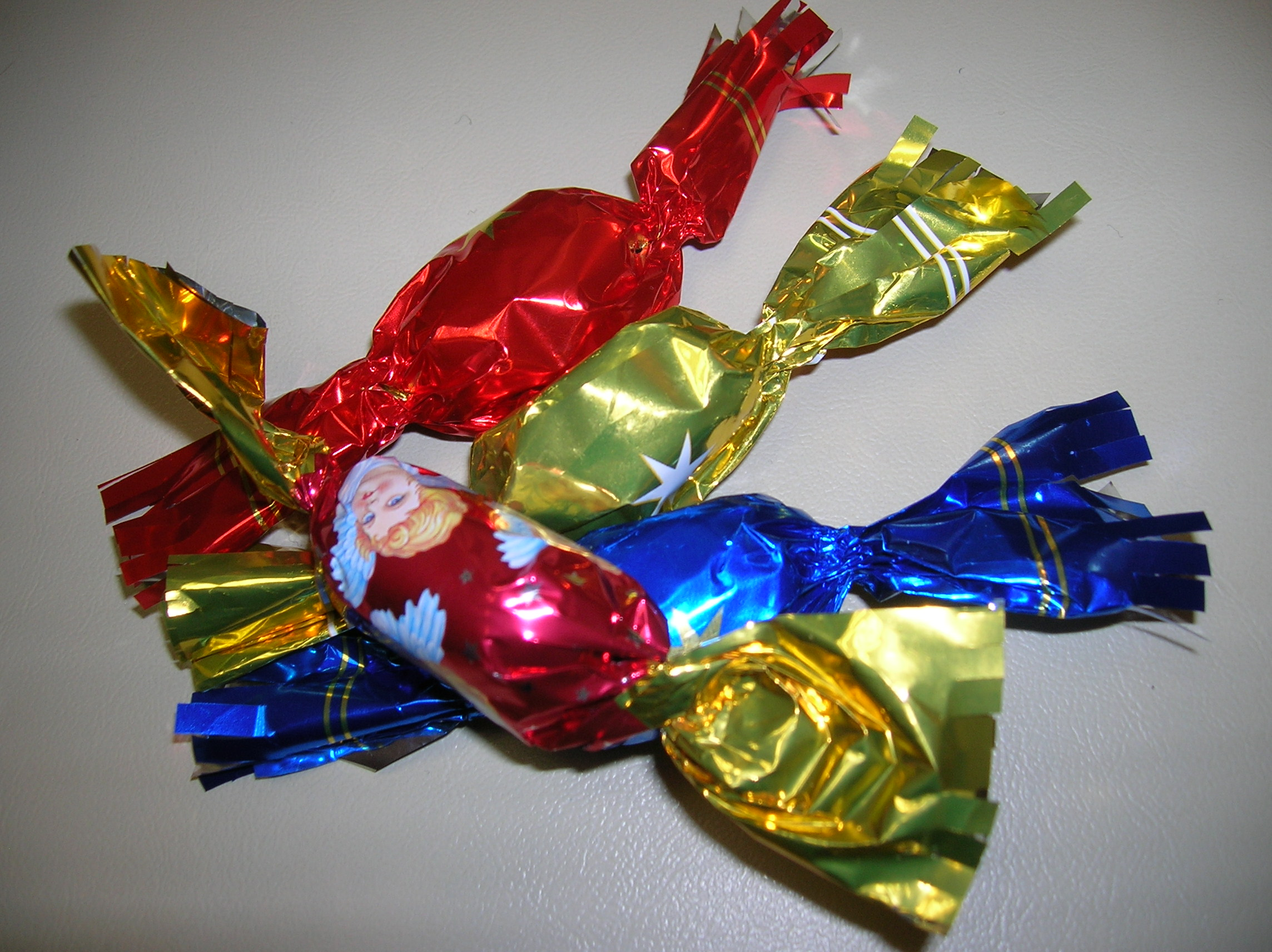
Szaloncukor, ungerskt julgodis.

Julgodis är ett godis som tillverkas och säljs i juletider. Särskilt i äldre tid, fanns det vissa godissorter som typiskt tillverkades och konsumerades endast under julen. Julgodis brukar traditionellt tillverkas i hemmet eller köpas på julmarknader. Det brukar även konsumeras annat godis på julen, varumärken som vanligtvis säljs i butik.
Olika former av choklad, kola, knäck och marsipan brukar förekomma på julens godisbord. Tillverkning av eget julgodis är vanligt inför jul och något som barn kan delta i. Recepten går ofta ut på att det ska vara enkelt och gå snabbt att tillverka.

## Exempel på julgodis
- Brända mandlar (kanderade mandlar)
- Chokladtryffel
- Ischoklad
- Knäck, i små formar eller pappersstrutar (knäckstrutar)
- Marsipan. Även om marsipan går att göra själv är det vanligt att köpa färdig som man formar, dekorerar och ibland helt eller delvis doppar i choklad. Det finns även färdiga marsipanfigurer att köpa, främst i form av grisar och tomtar.
- Pepparkakshus kan också pryda godisbordet, men äts vanligen upp i samband med julgransplundringen på tjugondedag jul.
- Polkagrisar brukar man oftast inte göra själv innan jul, utan köpa. Polkagrisar kan hängas upp som dekoration i julgranen eller ätas.
- Smällkarameller. En annan vanlig julgransdekoration är godisfyllda smällkarameller, men godiset i dessa brukar ätas först vid julgransplundringen.
- Kanderade äpplen, vända i exempelvis hackad mandel eller kokos.